# Samanpur
Samanpur (nep. समनपूर) – gaun wikas samiti w środkowej części Nepalu w strefie Narajani w dystrykcie Rautahat. Według nepalskiego spisu powszechnego z 2001 roku liczył on 1106 gospodarstw domowych i 6638 mieszkańców (3129 kobiet i 3509 mężczyzn).